# Konfederacja
Una konfederacja (palabra polaca para "confederación") era una asociación ad hoc formada por szlachta de la Mancomunidad de Polonia-Lituania para la consecución de un objetivo fijado. Estas "confederaciones" se hacían para forzar a la autoridad de estado a hacer caso a sus demandas. Una "confederación" así entendida, no debería ser confundida con los términos modernos de una confederación.
A finales del siglo XIII aparecieron konfederacja de ciudades, a mediados del siglo XIV, konfederacja de nobles, dirigidas contra las autoridades centrales (1352, 1439); durante los interregnos, las konfederacja (esencialmente comités de vigilancia) se formaban para mantener el orden interno, reemplazar cortes reales inactivas y defender el país de peligros exteriores.
En los siglos XVII y XVIII, las konfederacja a menudo eran dirigidas contra el rey; una konfederacja no reconocida por él era considerada una rebelión (rokosz). Se organizaban frecuentes konfederacja generales, dándose en la amyoría o todos los voivodatos de la Mancomunidad. La rama ejecutiva de una konfederacja estaba encabezada por un mariscal, siendo la autoridad suprema de la misma un consejo general (las decisiones eran tomadas mediante el voto de la mayoría).
En 1717 y asimismo por la Constitución del 3 de mayo de 1791, adoptado por el Sejm de los Cuatro Años de 1788-1792 (constituido a sí mismo como un Sejm confederado, de modo que no se pudiera aplicar el liberum veto), las konfederacja fueron proscritas, aunque en la práctica esta prohibición no fue observada. La Constitución del 3 de mayo fue derogada después de un año, a mediados de 1792, por la Confederación de Targowica, formada por magnates polacos respaldados por la emperatriz rusa Catalina II la Grande y a la que finalmente se unió el rey Estanislao II Augusto (quien en 1764 había subido al trono gracias a la emperatriz), lo que condujo a la intervención armada rusa y a la Segunda Partición de la Mancomunidad de Polonia-Lituania en 1793.